# 青岛公交307路线
青岛公交307路线，是青岛市胶州湾东岸城区的一条公交线。该路线自1996年6月1日开通运营，途经市南区和市北区。。

## 路线走向
下行：劲松一路、同安路、劲松三路、银川西路、同乐三路、同安路、劲松四路、辽阳西路、南京路、延吉路、长春路、威海路、延安二路、胶宁高架路辅路、长阳路、登州路、大学路、龙口路、广西路、费县路、广州路。
上行：广州路、云南路、东平路、广州路、费县路、兰山路、太平路、大学路、登州路、胶宁高架路辅路、延安二路、威海路、长春路、延吉路、绍兴路、辽阳西路、劲松四路、同安路、劲松三路、辽阳西路。

## 停车站点
本路线共设置39个停车站点。
| 序号 | 站名             | 下行                          | 下行                  | 上行                          | 上行                  | 换乘地铁        |
| 序号 | 站名             | 停车                          | 站位                  | 停车                          | 站位                  | 换乘地铁        |
| ---- | ---------------- | ----------------------------- | --------------------- | ----------------------------- | --------------------- | --------------- |
| 1    | 劲松一路站       | 向下箭头图形 · 公共汽车的图形 | 劲松一路/辽阳西路     | 向上箭头图形 · 公共汽车的图形 | 辽阳西路/劲松一路     |                 |
| 2    | 福山老年公寓站   | 向下箭头图形 · 公共汽车的图形 | 劲松一路/同兴路       |                               |                       |                 |
| 3    | 海贝儿幼儿园站   | 向下箭头图形 · 公共汽车的图形 | 同安路/劲松三路       |                               |                       |                 |
| 4    | 浮山后南小区站   | 向下箭头图形 · 公共汽车的图形 | 劲松三路/银川西路     |                               |                       |                 |
| 5    | 湖光山色站       | 向下箭头图形 · 公共汽车的图形 | 同乐三路/同乐路       |                               |                       |                 |
| 6    | 同乐三路站       | 向下箭头图形 · 公共汽车的图形 | 同安路/同乐三路       |                               |                       |                 |
| 7    | 同兴路           |                               |                       | 向上箭头图形 · 公共汽车的图形 | 劲松三路/同兴路       |                 |
| 8    | 青岛六十五中站   |                               |                       | 向上箭头图形 · 公共汽车的图形 | 同安二路/同安路       |                 |
| 9    | 浮山后四小区     | 向下箭头图形 · 公共汽车的图形 | 劲松四路/同安路       | 向上箭头图形 · 公共汽车的图形 | 劲松四路/同兴路       |                 |
| 10   | 浮新医院站       | 向下箭头图形 · 公共汽车的图形 | 辽阳西路/劲松四路     | 向上箭头图形 · 公共汽车的图形 | 辽阳西路/劲松四路     |                 |
| 11   | 浮山后小区站     | 向下箭头图形 · 公共汽车的图形 | 辽阳西路/浮山后二小区 | 向上箭头图形 · 公共汽车的图形 | 辽阳西路/劲松三路     |                 |
| 12   | 劲松三路站       | 向下箭头图形 · 公共汽车的图形 | 辽阳西路/劲松三路     | 向上箭头图形 · 公共汽车的图形 | 辽阳西路/劲松一路     |                 |
| 13   | 河马石站         | 向下箭头图形 · 公共汽车的图形 | 辽阳西路/桦川四路     | 向上箭头图形 · 公共汽车的图形 | 辽阳西路/同庆路       |                 |
| 14   | 洪山坡站         | 向下箭头图形 · 公共汽车的图形 | 辽阳西路/桦川路       | 向上箭头图形 · 公共汽车的图形 | 辽阳西路/同仁路       |                 |
| 15   | 福辽立交桥站     | 向下箭头图形 · 公共汽车的图形 | 辽阳西路/福州北路     | 向上箭头图形 · 公共汽车的图形 | 辽阳西路/福州北路     |                 |
| 16   | 错埠岭站         | 向下箭头图形 · 公共汽车的图形 | 辽阳西路/永吉路       | 向上箭头图形 · 公共汽车的图形 | 莱阳路/莱阳支路       |                 |
| 17   | 青岛五十三中站   | 向下箭头图形 · 公共汽车的图形 | 辽阳西路/绍兴路       |                               |                       | 错埠岭站（3）   |
| 18   | 青岛阜外医院站   | 向下箭头图形 · 公共汽车的图形 | 南京路/吴兴二路       |                               |                       | 敦化路站（3）   |
| 19   | 档案馆站         | 向下箭头图形 · 公共汽车的图形 | 延吉路/连云港路       | 向上箭头图形 · 公共汽车的图形 | 延吉路/連雲港路       |                 |
| 20   | 金坛路北站       | 向下箭头图形 · 公共汽车的图形 | 延吉路路/金坛路       | 向上箭头图形 · 公共汽车的图形 | 延吉路/金壇路         |                 |
| 21   | 人力资源市场站   | 向下箭头图形 · 公共汽车的图形 | 延吉路/镇江路         | 向上箭头图形 · 公共汽车的图形 | 延吉路/南口路         |                 |
| 22   | 和兴路站         | 向下箭头图形 · 公共汽车的图形 | 长春路/和兴路         |                               |                       |                 |
| 23   | 長春路東站       |                               |                       | 向上箭头图形 · 公共汽车的图形 | 延吉路/大成路         |                 |
| 24   | 威海路站         | 向下箭头图形 · 公共汽车的图形 | 威海路/台东七路       | 向上箭头图形 · 公共汽车的图形 | 威海路/四平路         |                 |
| 25   | 台东站           | 向下箭头图形 · 公共汽车的图形 | 延安二路/人和路       | 向上箭头图形 · 公共汽车的图形 | 延安二路/人和路       | 台东站（1、2）  |
| 26   | 延安二路站       | 向下箭头图形 · 公共汽车的图形 | 延安路/延安二路       | 向上箭头图形 · 公共汽车的图形 | 延安路/明霞路         |                 |
| 27   | 延安路延安一路站 | 向下箭头图形 · 公共汽车的图形 | 延安路/延安一路       | 向上箭头图形 · 公共汽车的图形 | 延安路/延安一路       |                 |
| 28   | 大连路站         | 向下箭头图形 · 公共汽车的图形 | 登州路/合江路         | 向上箭头图形 · 公共汽车的图形 | 延安路/廣饒路         | 廣饒路站（1）   |
| 29   | 齐东路站         | 向下箭头图形 · 公共汽车的图形 | 登州路/莱芜二路       | 向上箭头图形 · 公共汽车的图形 | 登州路/齐东路         |                 |
| 30   | 黄县路站         | 向下箭头图形 · 公共汽车的图形 | 大学路/华山路         | 向上箭头图形 · 公共汽车的图形 | 大学路/华山路         |                 |
| 31   | 人民会堂站       | 向下箭头图形 · 公共汽车的图形 | 大学路/龙口路         | 向上箭头图形 · 公共汽车的图形 | 大学路/鱼山路         | 人民会堂站（3） |
| 32   | 青岛路站         | 向下箭头图形 · 公共汽车的图形 | 广西路/青岛路         |                               |                       |                 |
| 33   | 广西路/浙江路站  | 向下箭头图形 · 公共汽车的图形 | 广西路/浙江路         |                               |                       |                 |
| 34   | 栈桥站           |                               |                       | 向上箭头图形 · 公共汽车的图形 | 太平路/青岛路         |                 |
| 35   | 兰山路火车站     |                               |                       | 向上箭头图形 · 公共汽车的图形 | 兰山路/广西支路       | 青岛站（1、3）  |
| 36   | 广西路火车站     | 向下箭头图形 · 公共汽车的图形 | 广西路/蒙阴路         |                               |                       | 青岛站（1、3）  |
| 37   | 东平路定陶路站   |                               |                       | 向上箭头图形 · 公共汽车的图形 | 东平路/定陶路         |                 |
| 38   | 观城路站         |                               |                       | 向上箭头图形 · 公共汽车的图形 | 云南路/观城路         |                 |
| 39   | 火车站西广场站   | 向下箭头图形 · 公共汽车的图形 | 广州路/青岛站西进站口 | 向上箭头图形 · 公共汽车的图形 | 广州路/青岛站西进站口 |                 |

## 运营时间
以下均为当地时间为准。
- 劲松一路站（主站）：4:50-21:30
- 火车站西广场站（副站）：5:45-22:30[參⁠ 2][參⁠ 4][參⁠ 5]

## 票制票价
本路线车辆均为普通车，无人售票一票制。每人次投币CNY ¥ 1。

## 特色服务

### 夜间加车
307路线每日23:20开行青岛火车站东广场至劲松一路的夜间加车1班次。